# Minervarya sahyadris
Minervarya sahyadris — вид жаб родини Dicroglossidae.

## Етимологія
Видова назва sahyadris походить від Саг'ядрі — місцевої назви Західних Гат.

## Поширення
Ендемік Індії. Поширений в Західних Гатах. Знаходиться на межі зникнення. Відомий лише у двох локалітетах у штаті Карнатака та прилеглих районах Керали.

## Опис
Самці завдовжки від 17,2 до 19,2 мм, самиці від 20,6 до 23,0 мм.

## Спосіб життя
Це напівводний, наземний вид. Трапляється на трав'янистих ділянках, прилеглих до рисових полів, порушеного (відкритого) вологого тропічного лісу, берегів струмків та покинутих кар'єрів. Активний вночі.